# Nicella toeplitzae
Nicella toeplitzae är en korallart som beskrevs av Viada och Stephen D. Cairns 2007. Nicella toeplitzae ingår i släktet Nicella och familjen Ellisellidae. Inga underarter finns listade i Catalogue of Life.